# Política Nacional de Museus
A Política Nacional de Museus (PNM) foi lançada pelo Ministério da Cultura em 16 de maio de 2003 em meio às comemorações do Dia Internacional de Museus, no Museu Histórico Nacional, no Rio de Janeiro. Os documentos básicos, após debate com a comunidade museológica, culminaram no lançamento do caderno Política Nacional de Museus – Memória e Cidadania. O documento é composto por um objetivo geral, sete princípios orientadores e sete eixos programáticos. Cada eixo possui, ainda, entre quatro e oito subitens. A construção da PNM contou com ampla participação de representantes da área de museus e de áreas afins.
O lançamento da PNM representou uma mudança de postura do Ministério da Cultura, uma vez que contemplou "todos os museus brasileiros, independentemente da sua vinculação institucional, ou se público ou privado. Em todo o seu texto, está premente a articulação entre os entes da federação e da sociedade civil, bem como há a preocupação com a consolidação de políticas públicas não só voltadas aos bens culturais nacionais, mas também aos estaduais e municipais".

## Objetivo geral
O objetivo da política, conforme disposto no caderno Política Nacional de Museus – Memória e Cidadania, é “promover a valorização, a preservação e a fruição do patrimônio cultural brasileiro, considerado como um dos dispositivos de inclusão social e cidadania, por meio do desenvolvimento e da revitalização das instituições museológicas existentes e pelo fomento à criação de novos processos de produção e institucionalização de memórias constitutivas da diversidade social, étnica e cultural do país”.

## Princípios orientadores
Foram adotados sete princípios orientadores para a elaboração da PNM:
1. Estabelecimento e consolidação de políticas públicas para os campos do patrimônio cultural, da memória social e dos museus, visando à democratização das instituições e do acesso aos bens culturais.
2. Valorização do patrimônio cultural sob a guarda dos museus, compreendendo-os como unidades de valor estratégico nos diferentes processos identitários, sejam eles de caráter nacional, regional ou local.
3. Desenvolvimento de práticas e políticas educacionais orientadas para o respeito à diferença e à diversidade cultural do povo brasileiro.
4. Reconhecimento e garantia dos direitos das comunidades organizadas de participar, com técnicos e gestores culturais, dos processos de registro e proteção legal e dos procedimentos técnicos e políticos de definição do patrimônio a ser musealizado.
5. Estímulo e apoio à participação de museus comunitários, ecomuseus, museus locais, museus escolares e outros na Política Nacional de Museus e nas ações de preservação e gerenciamento do patrimônio cultural.
6. Incentivo a programas e ações que viabilizem a conservação, a preservação e a sustentabilidade do patrimônio cultural submetido a processo de musealização.
7. Respeito ao patrimônio cultural das comunidades indígenas e afrodescendentes, de acordo com as suas especificidades e diversidades.

## Eixos Programáticos
A PNM apresenta sete eixos programáticos, que orientam a realização de projetos e ações museológicos:
1. Gestão e configuração do campo museológico,
2. Democratização e acesso aos bens culturais,
3. Formação e capacitação de recursos humanos,
4. Informatização de museus,
5. Modernização de infra-estruturas museológicas,
6. Financiamento e fomento para museus e
7. Aquisição e gerenciamento de acervos museológicos.

## Sistema Brasileiro de Museus
Após o lançamento da PNM, foi lançado o Sistema Brasileiro de Museus, por meio do Decreto n° 5 264, de 5 de novembro de 2004. A institucionalização de um sistema próprio para o campo museológico atendeu a uma antiga demanda do setor, explicitada no documento da PNM, visto que uma das premissas do documento era a constituição de uma ampla e diversificada rede de parceiros que contribuíssem para "a valorização, a preservação e o gerenciamento do patrimônio cultural brasileiro, de modo a torná-lo cada vez mais representativo da diversidade étnica e cultural do país".
O Decreto n°5 264, de 5 de novembro de 2004, foi revogado pelo Decreto n° 8 124, de 17 de outubro de 2013, o qual atribuiu ao recém-criado Instituto Brasileiro de Museus a coordenação do Sistema Brasileiro de Museus.